# Katedrala Uskrsnuća Kristova u Kijevu
Katedrala Uskrsnuća Kristova (ukrajinski: Патріа́рший собо́р Воскресі́ння Христо́вого УГКЦ) glavna je katedrala Ukrajinske Grkokatoličke Crkve u Kijevu u Ukrajini.
Otvorena je 27. ožujka 2011. Izraz „patrijarhalna” u punom naslovu  odražava želju ukrajinskih grkokatolika da njihov glavni nadbiskup bude priznat kao „patrijarh”, iako Katolička Crkva službeno ne smatra ovu Crkvu „patrijarhatom”.
Izgradnja je započela 9. rujna 2002., nakon što je projekt arhitekta Mikole Levčuka osvojio prvu nagradu na arhitektonskom natječaju. Do 2004. zidovi su podignuti do razine središnjeg svoda, a pet križeva posvećeno je i postavljeno 10. listopada 2004., a najveći je postavljen na središnju kupolu. Prva služba održana je u podrumu 19. siječnja 2006., tijekom blagdana Bogojavljenja.
Financiranje je došlo od vjernika u Ukrajini, kao i od ukrajinskih grkokatolika iz država kao što su: Poljska, Njemačka, SAD, Kanada i Argentina. Dana 5. lipnja 2017. tijelo Lubomira Husara, poglavara Ukrajinske grkokatoličke Crkve (2001. - 2011.), položeno je u kriptu.
Vrhovni nadbiskup Svjatoslav Ševčuk posvetio je katedralu 18. kolovoza 2013., što se poklopilo s 1025. obljetnicom krštenja Ukrajine. Prisustvovalo je preko 20 000 hodočasnika i 700 svećenika. Ševčuk je na crkveno prijestolje položio relikvije svetaca Petra, Pavla, Andrije, pape Klementa i Martina, Jozafata Kunceviča te blaženih mučenika Mikolaja Čarneckijskog i Jozafata Kocilova.
Katedrala se nalazi u Livoberežnom masivu na lijevoj obali rijeke Dnjepar - jednoj od rijetkih većih kijevskih crkava koje nisu na desnoj obali. 